# Billboardlistans förstaplaceringar 1996
Detta är en lista över 1996 års förstaplaceringar på Billboard Hot 100. 

## Listhistorik
| Datum        | Låt                                     | Artist                                                              |
| 6 januari    | "One Sweet Day"                         | Mariah Carey och Boyz II Men                                        |
| 13 januari   | "One Sweet Day"                         | Mariah Carey och Boyz II Men                                        |
| 20 januari   | "One Sweet Day"                         | Mariah Carey och Boyz II Men                                        |
| 27 januari   | "One Sweet Day"                         | Mariah Carey och Boyz II Men                                        |
| 2 februari   | "One Sweet Day"                         | Mariah Carey och Boyz II Men                                        |
| 9 februari   | "One Sweet Day"                         | Mariah Carey och Boyz II Men                                        |
| 16 februari  | "One Sweet Day"                         | Mariah Carey och Boyz II Men                                        |
| 23 februari  | "One Sweet Day"                         | Mariah Carey och Boyz II Men                                        |
| 2 mars       | "One Sweet Day"                         | Mariah Carey och Boyz II Men                                        |
| 9 mars       | "One Sweet Day"                         | Mariah Carey och Boyz II Men                                        |
| 16 mars      | "One Sweet Day"                         | Mariah Carey och Boyz II Men                                        |
| 23 mars      | "Because You Loved Me"                  | Céline Dion                                                         |
| 30 mars      | "Because You Loved Me"                  | Céline Dion                                                         |
| 6 april      | "Because You Loved Me"                  | Céline Dion                                                         |
| 13 april     | "Because You Loved Me"                  | Céline Dion                                                         |
| 20 april     | "Because You Loved Me"                  | Céline Dion                                                         |
| 27 april     | "Because You Loved Me"                  | Céline Dion                                                         |
| 4 maj        | "Always Be My Baby"                     | Mariah Carey                                                        |
| 11 maj       | "Always Be My Baby"                     | Mariah Carey                                                        |
| 18 maj       | "Tha Crossroads"                        | Bone Thugs-N-Harmony                                                |
| 25 maj       | "Tha Crossroads"                        | Bone Thugs-N-Harmony                                                |
| 1 juni       | "Tha Crossroads"                        | Bone Thugs-N-Harmony                                                |
| 8 juni       | "Tha Crossroads"                        | Bone Thugs-N-Harmony                                                |
| 15 juni      | "Tha Crossroads"                        | Bone Thugs-N-Harmony                                                |
| 22 juni      | "Tha Crossroads"                        | Bone Thugs-N-Harmony                                                |
| 29 juni      | "Tha Crossroads"                        | Bone Thugs-N-Harmony                                                |
| 6 juli       | "Tha Crossroads"                        | Bone Thugs-N-Harmony                                                |
| 13 juli      | "How Do U Want It" / "California Love"  | 2Pac featuring K-Ci and JoJo / featuring Dr. Dre och Roger Troutman |
| 20 juli      | "How Do U Want It" / "California Love"  | 2Pac featuring K-Ci and JoJo / featuring Dr. Dre och Roger Troutman |
| 27 juli      | "You're Makin' Me High" / "Let It Flow" | Toni Braxton                                                        |
| 3 augusti    | "Macarena" (Bayside Boys Mix)           | Los Del Rio                                                         |
| 10 augusti   | "Macarena" (Bayside Boys Mix)           | Los Del Rio                                                         |
| 17 augusti   | "Macarena" (Bayside Boys Mix)           | Los Del Rio                                                         |
| 24 augusti   | "Macarena" (Bayside Boys Mix)           | Los Del Rio                                                         |
| 31 augusti   | "Macarena" (Bayside Boys Mix)           | Los Del Rio                                                         |
| 7 september  | "Macarena" (Bayside Boys Mix)           | Los Del Rio                                                         |
| 14 september | "Macarena" (Bayside Boys Mix)           | Los Del Rio                                                         |
| 21 september | "Macarena" (Bayside Boys Mix)           | Los Del Rio                                                         |
| 28 september | "Macarena" (Bayside Boys Mix)           | Los Del Rio                                                         |
| 5 oktober    | "Macarena" (Bayside Boys Mix)           | Los Del Rio                                                         |
| 12 oktober   | "Macarena" (Bayside Boys Mix)           | Los Del Rio                                                         |
| 19 oktober   | "Macarena" (Bayside Boys Mix)           | Los Del Rio                                                         |
| 26 oktober   | "Macarena" (Bayside Boys Mix)           | Los Del Rio                                                         |
| 2 november   | "Macarena" (Bayside Boys Mix)           | Los Del Rio                                                         |
| 9 november   | "No Diggity"                            | BLACKstreet featuring Dr. Dre                                       |
| 16 november  | "No Diggity"                            | BLACKstreet featuring Dr. Dre                                       |
| 23 november  | "No Diggity"                            | BLACKstreet featuring Dr. Dre                                       |
| 30 november  | "No Diggity"                            | BLACKstreet featuring Dr. Dre                                       |
| 7 december   | "Un-Break My Heart"                     | Toni Braxton                                                        |
| 14 december  | "Un-Break My Heart"                     | Toni Braxton                                                        |
| 21 december  | "Un-Break My Heart"                     | Toni Braxton                                                        |
| 28 december  | "Un-Break My Heart"                     | Toni Braxton                                                        |